# Ширмова дзвіниця

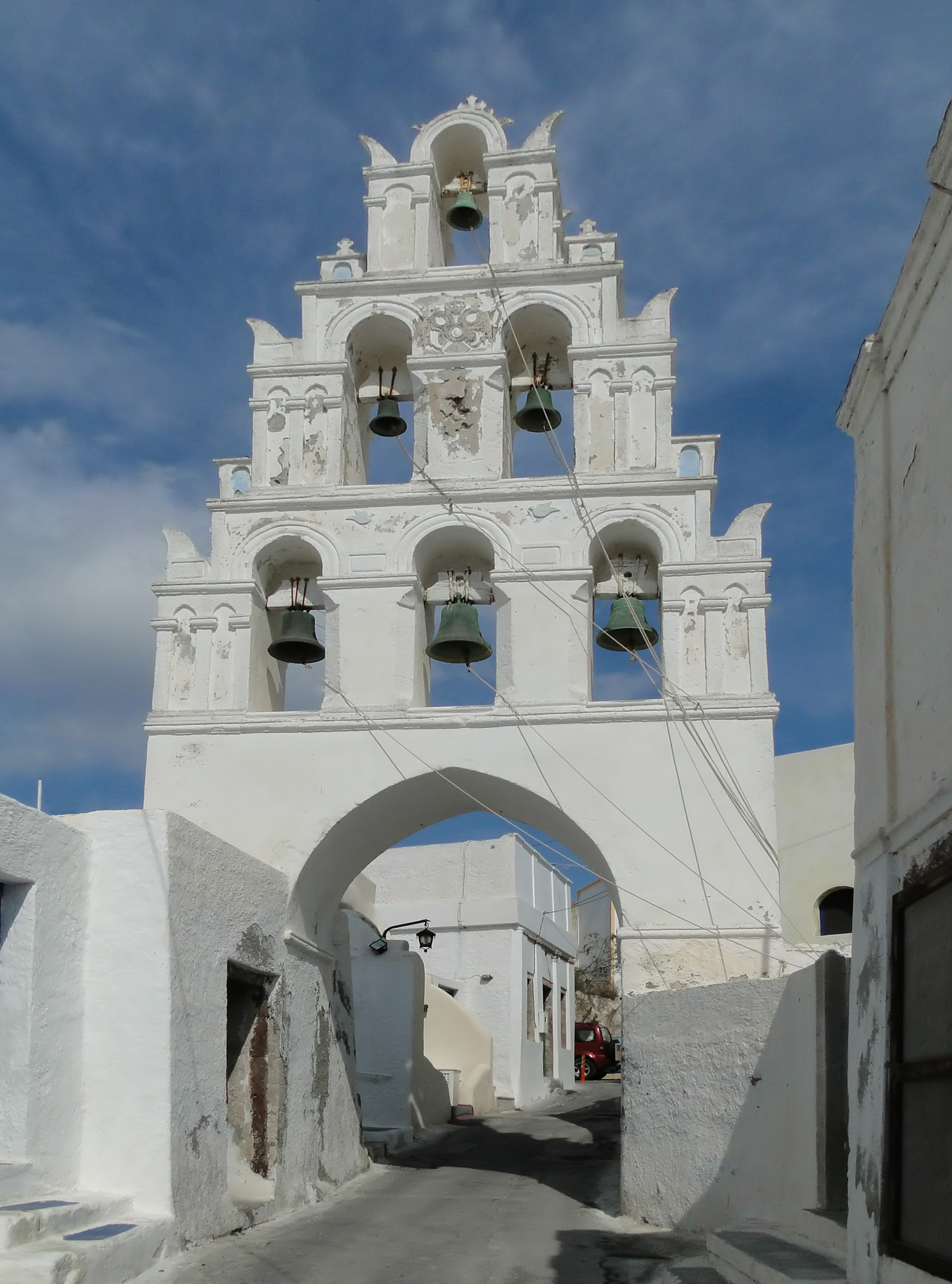
Ширмова дзвіниця Церкви Богородиці на острові Санторині

Ши́рмова дзвіниця, або парава́нова дзвіниця (від пол. dzwonnica parawanowa) — різновид дзвіниці, низька споруда для встановлення дзвонів при церкві. На відміну від звичайної вежоподібної дзвіниці, ширмова являє собою горизонтальну будову, зазвичай складену з кількох аркад, у склепіннях яких і підвішені дзвони. Їх могли робити і прибудовами до храму, і розміщати окремими спорудами. Особливо поширені дзвіниці цього типу в Польщі, але були звичайними в Стародавній Русі.
Назва «ширмова» або «параванова» описує сам спосіб розташування дзвонів: увздовж стінки-ширми («паравана»), в один чи кілька ярусів. В інших мовах назва цих дзвіниць теж вказує на ширмовий, екранний спосіб підвісу: пол. dzwonnica parawanowa («ширмова дзвіниця»), фр. clocher-mur («дзвіниця-мур»), англ. bell gable («дзвоновий щипець»), нім. Glockengiebel («так само»). У російській мові ширмові дзвіниці називаються просто «дзвіницями» (рос. звонница), у той час як щодо вежових дзвіниць вживається зазвичай термін колокольня.

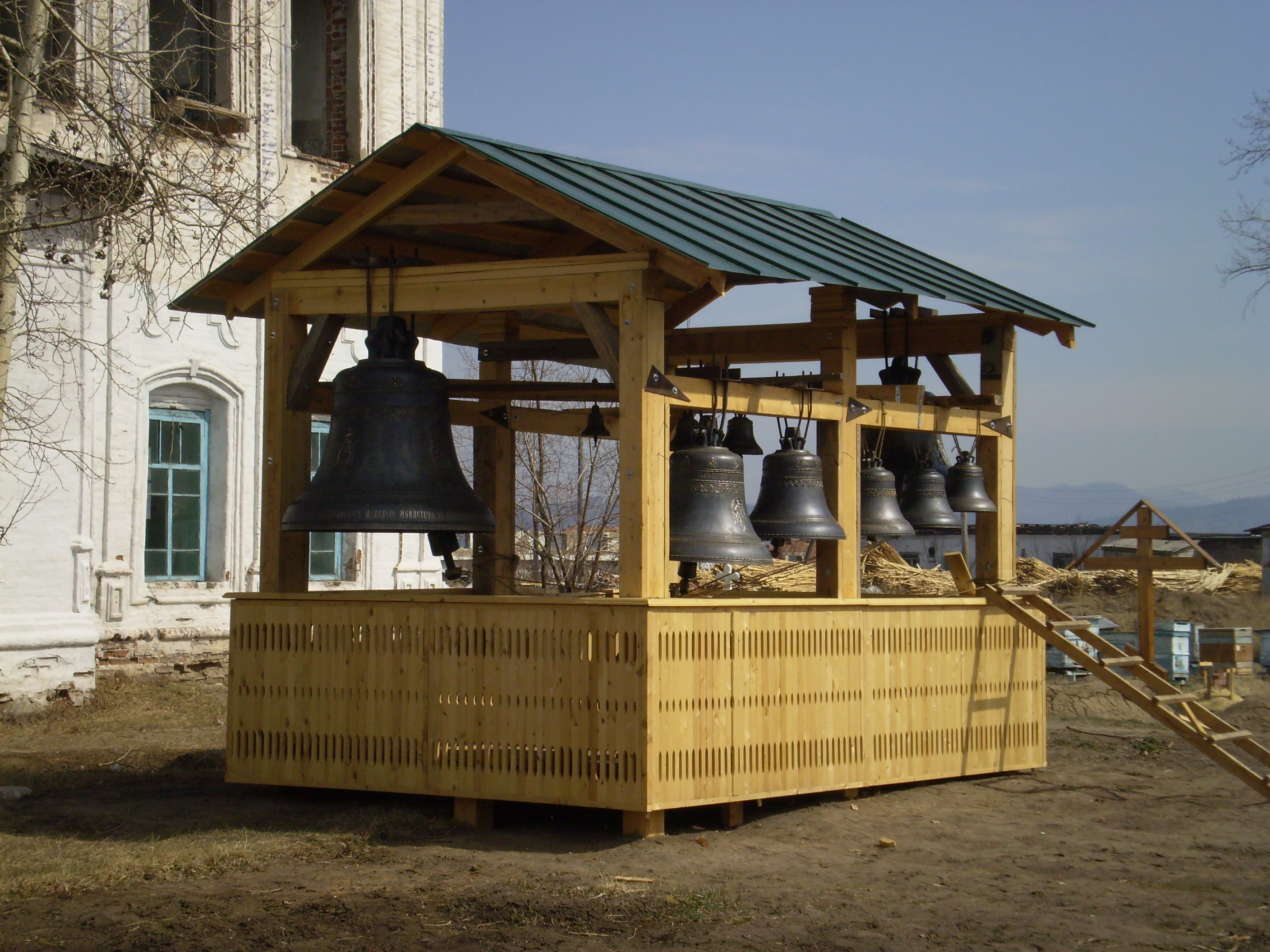
Ширмова дзвіниця у вигляді навісу. Свято-Троїцький монастир у селі Троїцьке

Ширмові дзвіниці мають низку переваг перед вежовими. Завдяки малій висоті їх можна було зробити більшої ширини і довжини, що в свою чергу, уможливлювало розмістити більше дзвонів.
Існують і простіші варіанти ширмових дзвіниць: у вигляді стінок («ширм») або навіть простих навісів зі дзвонами (останні відомі як «псковські дзвіниці»), у цьому разі управління ними дзвонарі проводили прямо із поверхні землі.